# Cine Marabá
O Cine Marabá é uma sala de cinema da cidade de São Paulo. O cine foi inaugurado em 20 de maio de 1944, em uma época de grande efervescência do cinema na cidade, notadamente na região central, entre as avenidas São João e Ipiranga - em uma área que ficaria conhecida como Cinelândia Paulistana.
Inaugurado com o filme Desde que Partiste, o Marabá era uma sala com capacidade para 1.655 lugares. Nos primeiros anos foram exibidas as primeiras produções da companhia Vera Cruz, em 1950, cujo filme inicial foi o Caiçara, de Adolfo Celli. O Marabá ficou aberto por 63 anos ininterruptos até meados de 2007. Até então, era a única sala da Cinelândia a permanecer dentro do circuito de exibição comercial.
A distribuidora Playarte, que responsável pela gestão do local, investiu cerca de R$ 8 milhões no restauro e reforma do local, que agora abriga cinco salas - a maior delas, de 430 assentos; e as menores, com capacidade de 122 a 176 espectadores. Os arquitetos responsáveis pela reforma e restauro foram Ruy Ohtake e Samuel Kruchin.